# Juanto Ortuño
Juan Tomás Ortuño Martínez, meglio noto come Juanto (Yecla, 11 febbraio 1992), è un calciatore spagnolo, attaccante dell'Eldense.

## Caratteristiche tecniche
È un centravanti.

## Carriera
È cresciuto nelle giovanili di Albacete e Villarreal.

## Statistiche

### Presenze e reti nei club
Statistiche aggiornate al 7 luglio 2017.
| Stagione            | Squadra             | Campionato          | Campionato | Campionato | Coppe nazionali | Coppe nazionali | Coppe nazionali | Coppe continentali | Coppe continentali | Coppe continentali | Altre coppe | Altre coppe | Altre coppe | Totale | Totale | Totale |
| Stagione            | Squadra             | Comp                | Pres       | Reti       | Comp            | Pres            | Reti            | Comp               | Pres               | Reti               | Comp        | Pres        | Reti        | Pres   | Reti   |        |
| ------------------- | ------------------- | ------------------- | ---------- | ---------- | --------------- | --------------- | --------------- | ------------------ | ------------------ | ------------------ | ----------- | ----------- | ----------- | ------ | ------ | ------ |
| 2010-2011           | Albacete B          | TD                  | 5          | 2          |                 | -               | -               |                    | -                  | -                  |             | -           | -           | 5      | 2      |        |
| 2011-2012           | Villarreal C        | TD                  | 23         | 5          |                 | -               | -               |                    | -                  | -                  |             | -           | -           | 23     | 5      |        |
| 2011-2012           | Villarreal B        | SD                  | 16         | 1          |                 | -               | -               |                    | -                  | -                  |             | -           | -           | 16     | 1      |        |
| 2012-2013           | Villarreal B        | SB                  | 35         | 18         |                 | -               | -               |                    | -                  | -                  |             | -           | -           | 35     | 18     |        |
| 2013-2014           | Villarreal B        | SB                  | 33         | 13         |                 | -               | -               |                    | -                  | -                  |             | -           | -           | 33     | 13     |        |
| Totale Villarreal B | Totale Villarreal B | Totale Villarreal B | 84         | 32         |                 | -               | -               |                    | -                  | -                  |             | -           | -           | 84     | 32     |        |
| 2014-apr. 2015      | Sabadell            | SD                  | 14         | 2          | CR              | 3               | 0               |                    | -                  | -                  |             | -           | -           | 17     | 2      |        |
| apr.-giu. 2015      | UCAM Murcia         | SB                  | 10         | 2          | CR              | 0               | 0               |                    | -                  | -                  |             | -           | -           | 10     | 2      |        |
| 2015-gen. 2016      | Llagostera          | SD                  | 10         | 3          | CR              | 3               | 0               |                    | -                  | -                  |             | -           | -           | 13     | 3      |        |
| gen.-giu. 2016      | Belenenses          | PL                  | 12         | 4          | TP+TL           | 0+2             | 0+2             |                    | -                  | -                  |             | -           | -           | 14     | 6      |        |
| 2016-gen. 2017      | Ponferradina        | SB                  | 16         | 3          | CR              | 1               | 0               |                    | -                  | -                  |             | -           | -           | 17     | 3      |        |
| gen.-giu. 2017      | Belenenses          | PL                  | 16         | 2          | TP+TL           | 0               | 0               |                    | -                  | -                  |             | -           | -           | 16     | 2      |        |
| Totale carriera     | Totale carriera     | Totale carriera     | 190        | 55         |                 | 9               | 2               |                    | -                  | -                  |             | -           | -           | 199    | 57     |        |